# 杭州博物馆
杭州博物馆，位于浙江省杭州市上城区粮道山18号，是展现杭州历史变迁和城市文物珍藏的人文类综合性博物馆。

## 简介
杭州博物馆占地面积2.4万平方米，建筑面积1.3万平方米，展区面积7千平方米。前身（南馆）为2001年10月开放的“杭州历史博物馆”，新馆（北馆）于2012年6月9日正式对外开放，被国家文物局评定为国家二级博物馆。2017年杭州博物馆被中国博物馆协会评为第三批国家一级博物馆。
杭州博物馆拥有藏品1.2万件，其中一级文物珍品81件（套），镇馆之宝是战国水晶杯，1990年10月在杭州半山镇石桥村出土，是迄今为止我国出土的早期水晶制品中最大的一件，是国宝级文物。2002年1月18日，国家文物局公布了64件（组）珍贵文物为首批禁止出国（境）展览的文物名录，这只战国水晶杯就是其中之一。

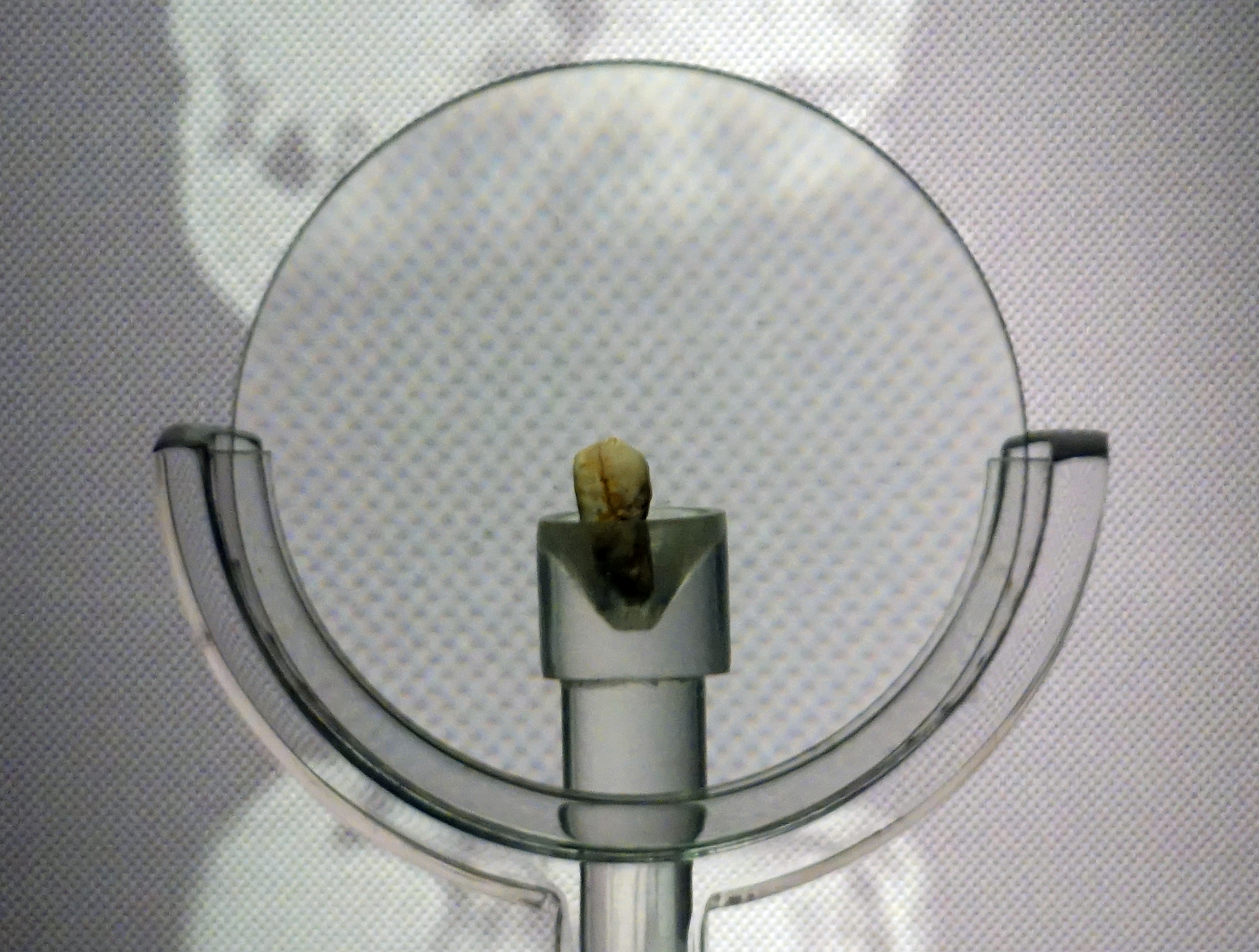
建德人牙齿
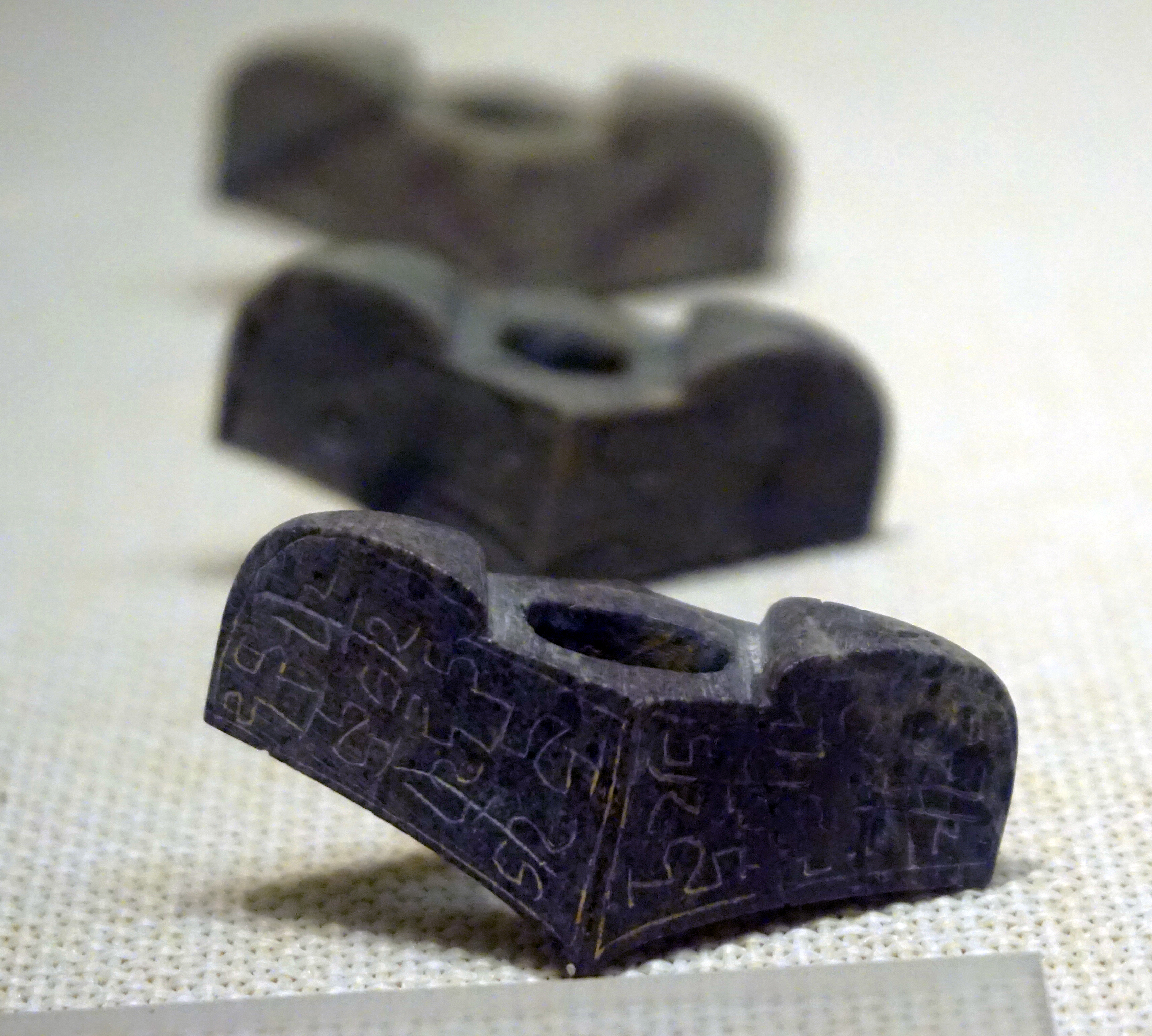
战国兽面纹石剑饰
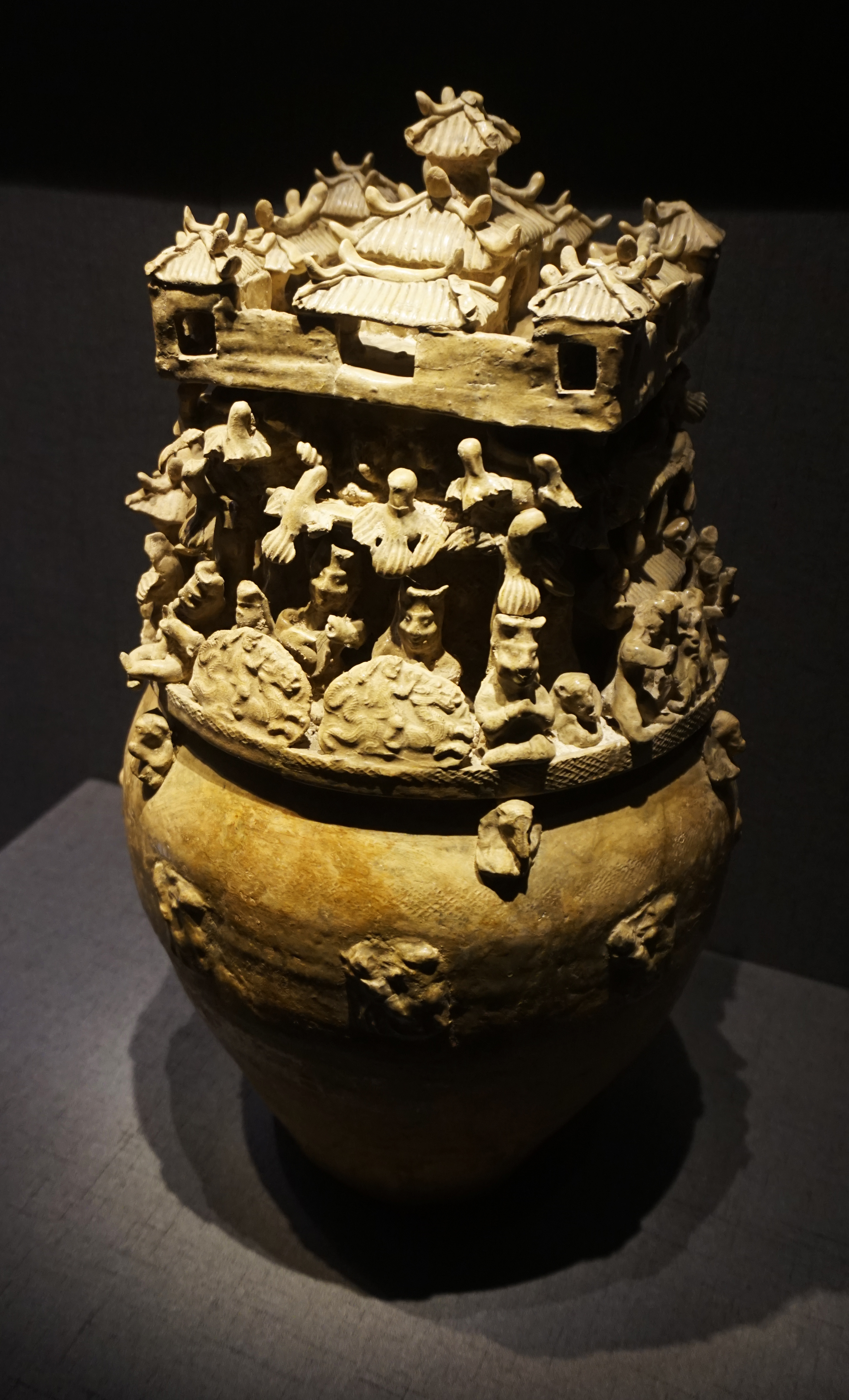
三国晚期青瓷谷仓
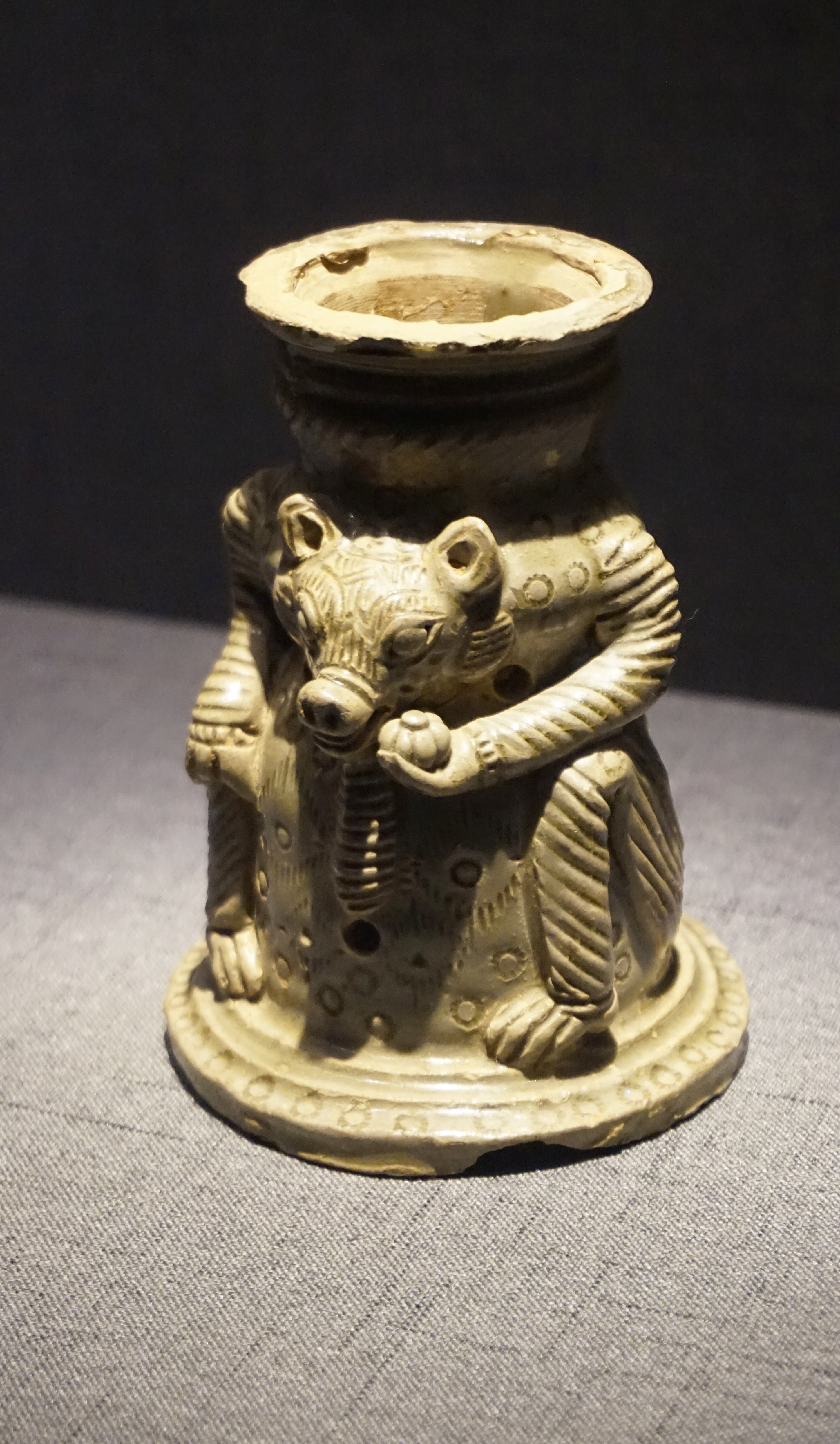
西晋越窑青瓷熊形灯座
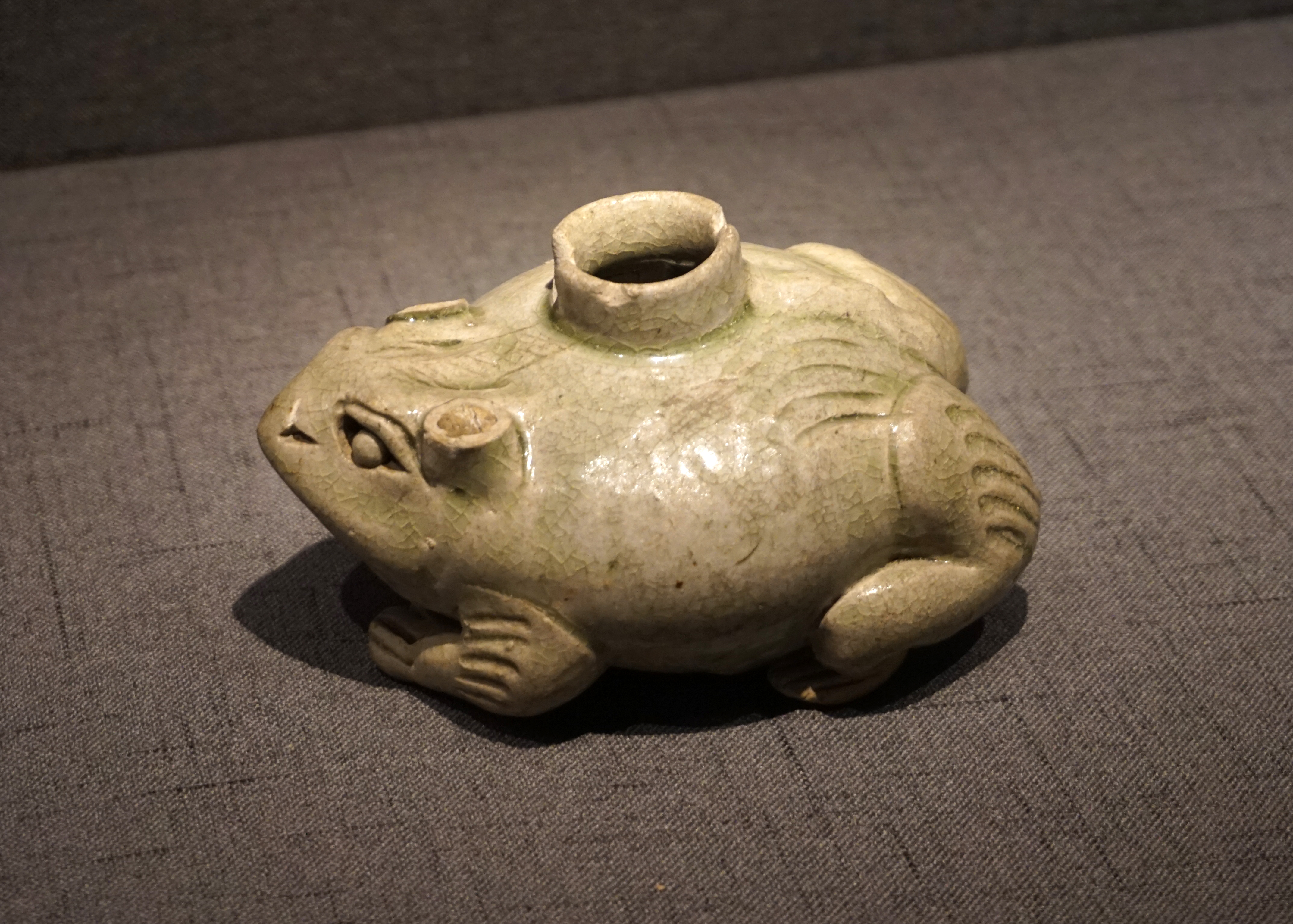
东晋越窑蛙形水盂
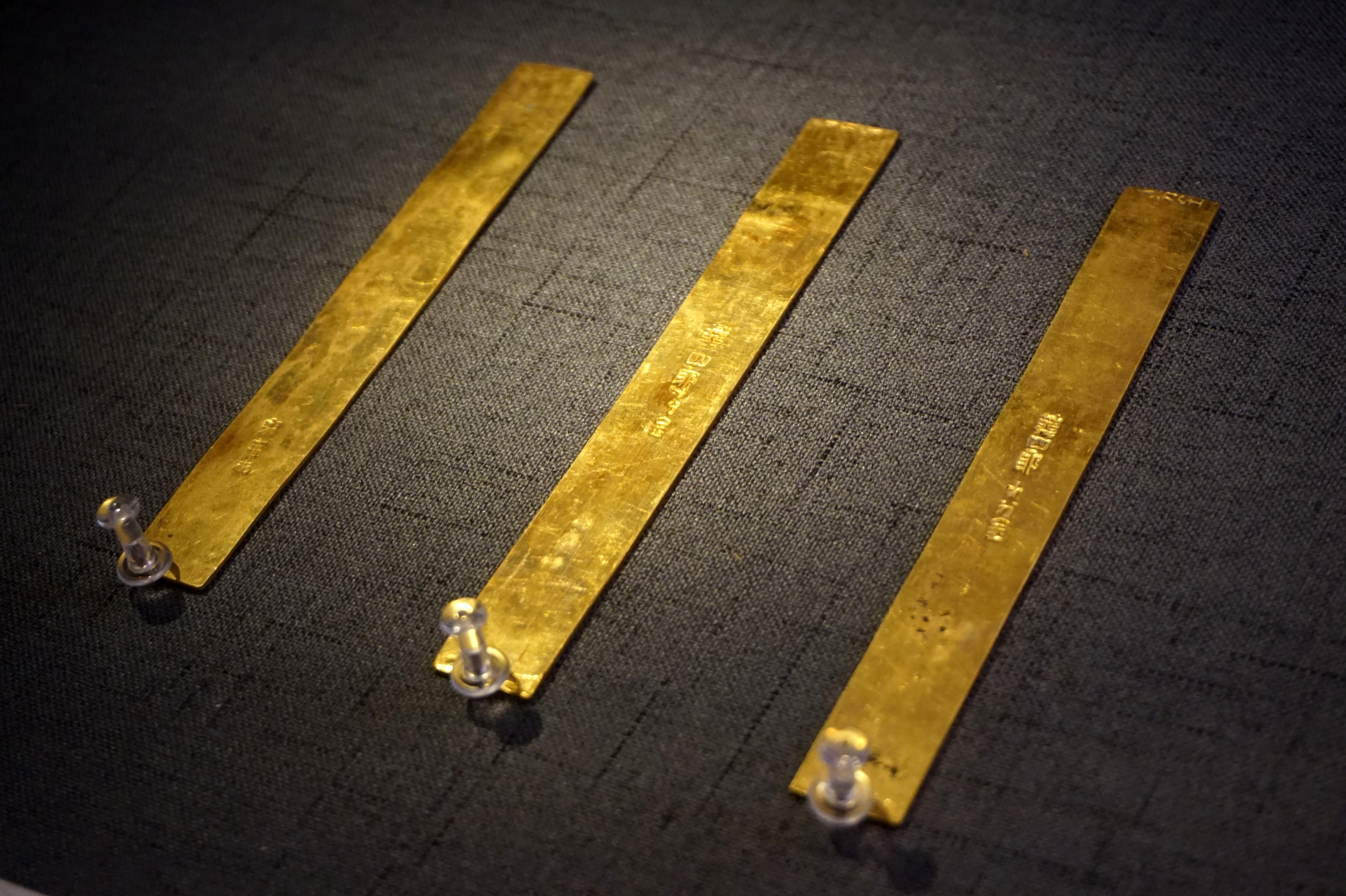
南宋“韩四郎 十分金”金铤
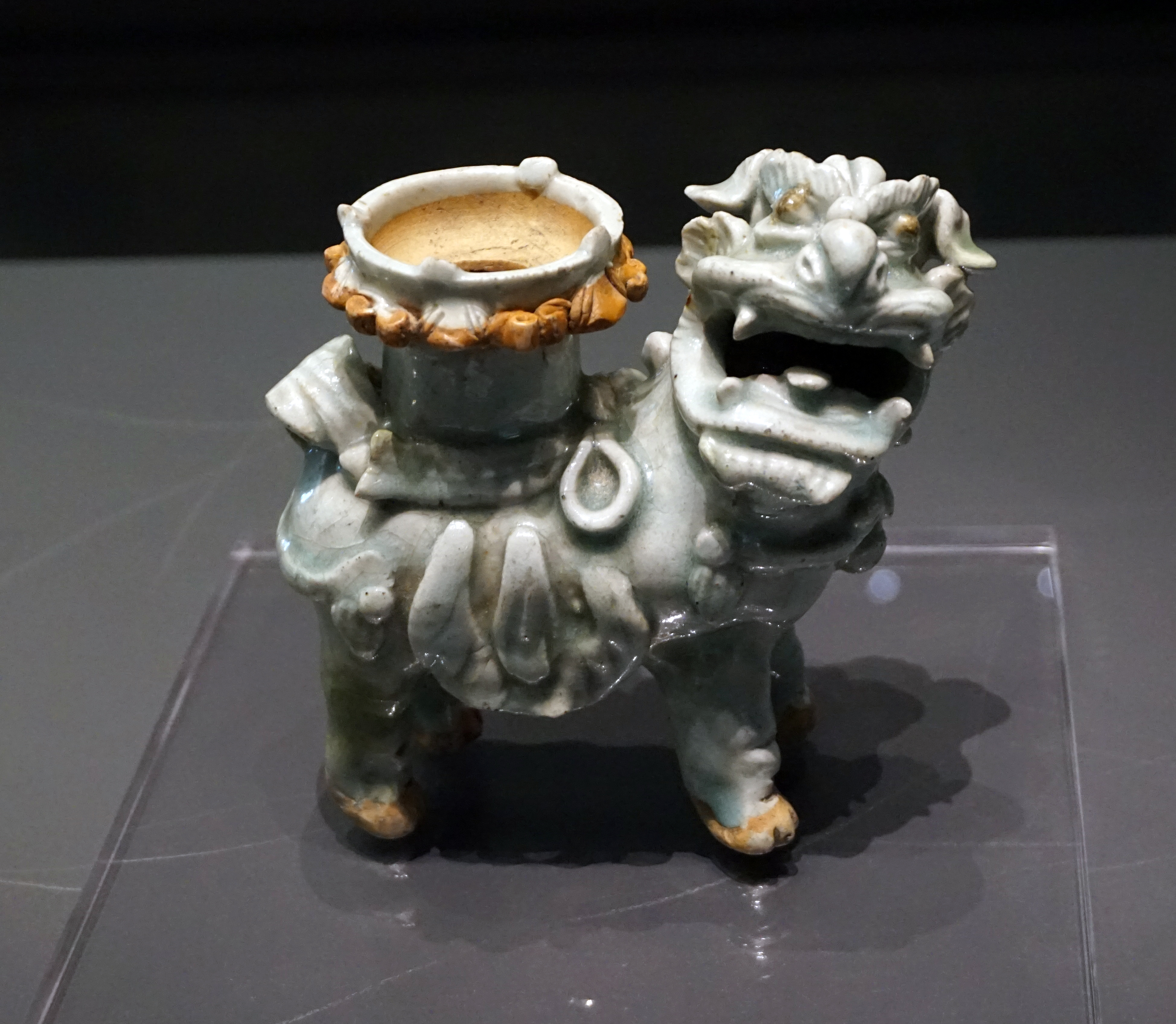
元景德镇窑青白釉瓷塑麒麟烛台
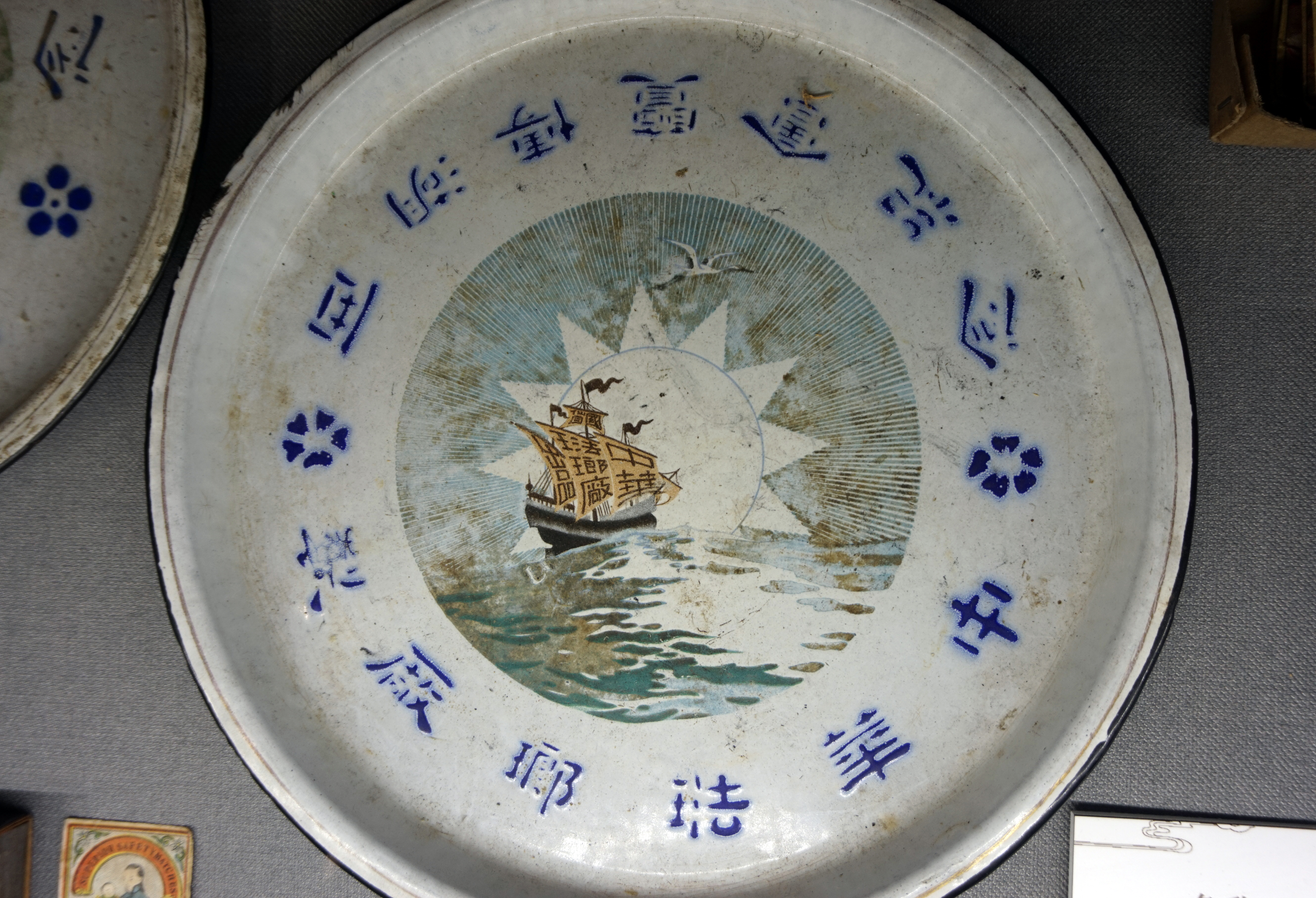
中国珐琅厂西湖博览会纪念搪瓷盘